# Polydora trilobata
Polydora trilobata är en ringmaskart som beskrevs av Radashevsky 1993. Polydora trilobata ingår i släktet Polydora och familjen Spionidae. Inga underarter finns listade i Catalogue of Life.